# Quintus Laberius Licinianus
Quintus Laberius Licinianus war ein im 2. Jahrhundert n. Chr. lebender römischer Politiker.
Durch ein Militärdiplom, das auf den 7. September 144 datiert ist, ist belegt, dass Licinianus 144 Suffektkonsul war; sein Kollege ist nicht bekannt.